# Ventilair-Steria
L'equip Ventilair-Steria (codi UCI: JVC) va ser un equip ciclista belga, de ciclisme en ruta que va competir entre 2004 i 2013. Va tenir categoria continental.

## Principals resultats
- Gran Premi Criquielion (Beyne-Heusay): Kurt Hovelijnck (2004)
- Circuit de Valònia: Erik Lievens (2005), Francis De Greef (2007)
- Tour de Berlín: Dominique Cornu (2005)
- Fletxa ardenesa: Francis De Greef (2005)
- Omloop Het Nieuwsblad sub-23: Nick Ingels (2005), Dominique Cornu (2006)
- Fletxa de Gooik: Jürgen Roelandts (2005), Benjamin Verraes (2011)
- Kattekoers: Greg Van Avermaet (2006)
- Gran Premi de Waregem: Jelle Vanendert (2006)
- Zellik-Galmaarden: Greg Van Avermaet (2006)
- Internationale Wielertrofee Jong Maar Moedig: Greg Van Avermaet (2006)
- Crono de les Nacions sub-23: Dominique Cornu (2006)
- Volta a Lleida: Francis De Greef (2007)
- París-Tours sub-23: Jürgen Roelandts (2007)
- Gran Premi de la vila de Pérenchies: Steven De Neef (2008)
- Gran Premi de la vila de Geel: Timothy Dupont (2010)
- Volta al Brabant flamenc: Benjamin Verraes (2012)

### A les grans voltes
- Giro d'Itàlia
  - 0 participacions
- Tour de França
  - 0 participacions
- Volta a Espanya
  - 0 participacions

## Classificacions UCI
Fins al 1998 els equips ciclistes es trobaven classificats dins l'UCI en una única categoria. El 1999 la classificació UCI per equips es dividí entre GSI, GSII i GSIII. D'acord amb aquesta classificació els Grups Esportius I són la primera categoria dels equips ciclistes professionals. La següent classificació estableix la posició de l'equip en finalitzar la temporada.
| Temporada | Classificació per equips | Millor ciclista en la classificació individual |
| --------- | ------------------------ | ---------------------------------------------- |
| 2004      | 36è (GSIII)              | Sven Renders (782è)                            |

A partir del 2005, l'equip participa en els Circuits continentals de ciclisme.
UCI Àfrica Tour
| Temporada | Classificació per equips | Millor ciclista en la classificació individual |
| --------- | ------------------------ | ---------------------------------------------- |
| 2009      | 10è                      | Joeri Calleeuw (8è)                            |
| 2013      | 20è                      | Joeri Calleeuw (188è)                          |

UCI Europa Tour
| Temporada | Classificació per equips | Millor ciclista en la classificació individual |
| --------- | ------------------------ | ---------------------------------------------- |
| 2005      | 45è                      | Dominique Cornu (153è)                         |
| 2006      | 36è                      | Jelle Vanendert (102è)                         |
| 2007      | 39è                      | Francis De Greef (96è)                         |
| 2008      | 72è                      | Steven De Neef (269è)                          |
| 2009      | 75è                      | Sven Vandousselaere (327è)                     |
| 2010      | 48è                      | Timothy Dupont (120è)                          |
| 2011      | 63è                      | Benjamin Verraes (214è)                        |
| 2012      | 44è                      | Timothy Dupont (129è)                          |
| 2013      | 51è                      | Timothy Dupont (40è)                           |